# 88 (曲)
「88」（ハチハチ）は、LM.Cの8枚目のシングルである。2008年6月4日発売。

## 概要
「88」は『家庭教師ヒットマンREBORN!』の4曲目のオープニングテーマである。同アニメのタイアップは4枚目のシングル「BOYS & GIRLS」以来、約1年ぶりである。初回盤A、初回盤B、初回盤C、通常盤、初回盤（REBORN!盤）の5種類に分けられている。初回盤A、初回盤B、初回盤Cには、「LM.C 2007 works」というドキュメントDVDがついている。DVDの内容はそれぞれ異なっている。通常盤は初回生産限定で『家庭教師ヒットマンREBORN!』の帯仕様になっている。初回盤（REBORN!盤）には、『家庭教師ヒットマンREBORN!』のスペシャル映像が入ったDVD付きである。後に、同年11月5日に発売された「GIMMICAL☆IMPACT!!」に収録された。2008年6月3日付シングルデイリーチャート（オリコン）で初登場4位を記録した。しかし、その後清水翔太やBoAなどの強力なアーティストたちを追い抜き、シングルウィークリーチャート（オリコン）で3位を記録、初のトップ3入り、トップ10入りを果たし、バンド最高初動を記録した。

## 収録曲
1. 88
作詞/作曲：LM.C 編曲：LM.C、渡辺善太郎
2. ...with VAMPIRE
作詞/作曲/編曲：LM.C

## カバー
- EVE 『V-Rock covered Visual Anime songs Compilation』9曲目収録（2012年5月23日）